# Алюминиевые человечки
«Алюминиевые человечки» (англ. Tin Men) — кинофильм режиссёра Барри Левинсона, вышедший на экраны в 1987 году.

## Сюжет
Действие происходит в 1963 году в Балтиморе. Однажды на дороге сталкиваются два «кадиллака», за рулём которых оказываются коллеги по ремеслу — торговцы алюминиевым сайдингом Билл Бабовски и Эрнест Тилли. Каждый считает виноватым в происшествии другого и не намерен уступать. Их взвинченное состояние во многом обусловлено частными обстоятельствами: Биллу не нравится необходимость каждодневно обманывать клиентов, тогда как Тилли преследуют неудачи на финансовом и семейном фронтах. Поскольку они коллеги, героям приходится периодически пересекаться, а противостояние между ними постепенно накаляется. Наконец Билл решает соблазнить Нору, жену Тилли, и успешно воплощает этот план в жизнь. Однако, к его удивлению, их отношения приобретают серьёзный характер, а Тилли с облегчением воспринимает уход надоевшей ему супруги.

## Актёрский состав
- Ричард Дрейфус — Билл «БиБи» Бабовски
- Дэнни Де Вито — Эрнест Тилли
- Барбара Херши — Нора Тилли
- Джон Махони — Мо Адамс
- Джеки Гейл — Сэм
- Сеймур Кассел — Чиз
- Бруно Кёрби — Маус
- Джей Ти Уолш — Уинг
- Ричард Портноу — Карли